# Ambrož
Ambrož je moško osebno ime.

## Slovenske različice
- moške različice imena: Ambrozij; skrajšani unikatni različici Broz, Brož, Amborisa
- ženski različici imena: Ambrozija, Ambrosina

## Tujejezikovne različice
Amber (ž), Ambra (ž), Ambre (ž), Ambrogino (m), Ambrogio (m), Ambroise (m), Ambrose (m), Ambrosia (ž), Ambrosine (ž), Ambrosio (m), Ambrus (m), Amparo (ž)

## Izvor in pomen
Ime Ambrož izvira iz latinskega imena Ambrosius. To razlagajo z grškima besedama αμβροσιος (ambrosios) in αμβροτoς (ámbrotos) v pomenu »nesmrten, božji, božanski«. Enak pomen ima tudi latinska beseda ambrosius  Iz omenjenih grških pridevnikov je beseda ambrosía, slovensko ambrózija, ki v grški mitologiji pomeni ‘jed bogov, ki daje nesmrtnost in je ljudem prepovedana’.

## Pogostost imena
Po podatkih Statističnega urada Republike Slovenije je bilo na dan 31. decembra 2007 v Sloveniji število moških oseb z imenom Ambrož: 306.

## Osebni praznik
Sveti Ambrož je tudi ime svetnika (god 7. decembra), cerkvenega učitelja in nadškofa, ki je živel v 4.stol. 

## Priimki nastali iz imena
Iz imena Ambrož in njegovih različic so nastali naslednji priimki: Ambroš, Ambruš, Ambruž, Ambraš, Ambros, Amrož, Broz, Brozič, Brozina, Brozovič, Brože, Brožič, Brus, Prus, Prošek, Prosik, Prosl, Prozi, Prašelj, Prezelj, Braz, Bras, Brasan, Braševec, Brašič, Prosič, Pruš, Jambrek, Jambrovič in drugi.

## Zanimivosti
- Sveti Ambrož velja za zavetnika čebelarjev, svečarjev, čebel in domačih živali.
- Na Slovenskem sta dve cerkvi sv. Ambroža. Po eni se imenuje kraj Ambrož pod Krvavcem.
- Ambrož je tudi vrh pod Krvavcem, ki je lepo dostopen iz Kuharjeve domačije. Čas vzpona je približno uro in pol.
- Amrosina se imenuje znamenita knjižnica in galerija v Milanu, ki je bila ustanovljena leta 1603.
- Znani jugoslovanski Ambrož je bil Josip Broz - Tito.